# Týn nad Bečvou
Týn nad Bečvou är en ort i Tjeckien.   Den ligger i regionen Olomouc, i den östra delen av landet, 240 km öster om huvudstaden Prag. Týn nad Bečvou ligger 238 meter över havet och antalet invånare är 859.
Terrängen runt Týn nad Bečvou är kuperad åt nordost, men åt sydväst är den platt. Runt Týn nad Bečvou är det ganska tätbefolkat, med 124 invånare per kvadratkilometer. Närmaste större samhälle är Přerov, 13,9 km sydväst om Týn nad Bečvou. Trakten runt Týn nad Bečvou består till största delen av jordbruksmark.